# Daniel Lloyd (wielrenner)
Daniel Lloyd (Christchurch, 11 augustus 1980) is een Brits voormalig wielrenner.
In 2006 behaalde Lloyd, die vooral een klassementsrenner is, 2 profzeges. Zowel in de Ronde van Siam als de Ronde van het Qinghaimeer behaalde hij een etappezege.
In 2007 was hij zeer dicht bij de eindoverwinning in de Ronde van het Qinghaimeer, maar hij kwam 1 seconde te kort op de Italiaan Gabriele Missaglia. In datzelfde jaar eindigde Lloyd ook als tweede op het Brits kampioenschap tijdrijden, achter David Millar.
In November 2012 zette Lloyd een punt achter zijn actieve wielercarrière. Hij werd ploegleider bij Team IG-Sigma Sport. Daarnaast is hij een van de gezichten van het op 1 januari 2013 gelanceerde YouTube-kanaal: Global Cycling Network (G.C.N.).

## Belangrijkste overwinningen
2006
- 7e etappe Ronde van Siam
- 4e etappe Ronde van het Qinghaimeer

2008
- Eindklassement Ronde van Extremadura

## Resultaten in voornaamste wedstrijden
| Jaar | Ronde van Italië | Ronde van Frankrijk | Ronde van Spanje |
| ---- | ---------------- | ------------------- | ---------------- |
| 2007 |                  |                     |                  |
| 2009 | 114e             |                     |                  |
| 2010 | 103e             | 164e                |                  |
| 2011 |                  |                     |                  |

| Jaar | Gent-Wevelgem | Ronde van Vlaanderen | Amstel Gold Race | Parijs-Tours |  | WK op de weg |
| ---- | ------------- | -------------------- | ---------------- | ------------ |  | ------------ |
| 2007 | 84e           |                      |                  |              |  |              |
| 2009 | 28e           | 45e                  |                  | 43e          |  | opgave       |
| 2010 | 47e           | 56e                  |                  |              |  |              |
| 2011 |               |                      | 91e              |              |  |              |

## Ploegen
- 2003 - Team Endurasport.com - Principia
- 2004 - Flanders - Afin.com
- 2005 - Flanders
- 2006 - Giant Asia Racing Team
- 2007 - DFL - Cyclingnews - Litespeed
- 2008 - An Post-Sean Kelly
- 2009 - Cervélo
- 2010 - Cervélo
- 2011 - Garmin-Cervélo
- 2012 - Team IG-Sigma Sport